# Мухаммед Хасан Шарк
Мухаммед Хасан Шарк (17 липня 1925 , Anar Dara Districtd, Фарах ) — державний діяч Афганістану. Прем'єр-міністр Афганістану у 1988—1989 роках.

## Біографія
За походженням — пуштун. Освіту здобував у сержантській (1940–1943) та медичній (1943—1946) школах в Кабулі, закінчив військовий ліцей Аскарі в Кабулі (1947) й медичний факультет Кабульського університету (1953). Був одним з відомих діячів опозиційного студентського руху, під час навчання в університеті виключався за політичні погляди, тричі перебував у в'язниці. У цей період познайомився з іншим молодим бунтарем, Бабраком Кармалем, майбутнім лідером країни у першій половині 1980-их років.

### Соратник Мухаммеда Дауда
Після здобуття вищої освіти Шарк деякий час працював лікарем в Кабульському військовому шпиталі. У 1953—1963 роках — начальник особистої канцелярії прем'єр-міністра Мухаммеда Дауда, після виходу останнього у відставку займався приватною медичною практикою в Кабулі і продовжував бути довіреною особою Дауда.
1973 року Шарк став одним з активних учасників державного перевороту, який очолював Дауд та який призвів до усунення монархії. Сучасний російський історик В. Г. Коргун, змальовуючи державний переворот 1973 року, зазначає, що Шарк потай співпрацював з Москвою.. В новому уряді зайняв пост заступника прем'єр-міністра (з 1 серпня 1973), був одним з найближчих соратників Дауда, виступав за збереження зв'язків режиму з ліворадикальними політичними силами з фракції «Парчам» Народно-демократичної партії Афганістану, яку очолював Бабрак Кармаль. З 27 вересня 1975 року — перший заступник прем'єр-міністра.
У 1977 році Шарка було відправлено у відставку і призначено послом Афганістану в Японії. Ця подія була пов'язана з відмовою Дауда від співробітництва з ліворадикалами та його переходом на консервативні позиції, а також із дистанціюванням Дауда від СРСР.

### Діяльність за режиму НДПА
У травні 1978 року, після приходу до влади НДПА в результаті так званої Саурської (Квітневої) революції повернувся до Афганістану, але не отримав жодного нового призначення, а, навпаки, був заарештований. Тільки після введення до країни радянських військ він отримав призначення послом в Індії (травень 1980–1986).
Проголошення керівництвом НДПА так званої «політики національного примирення», спрямованої на досягнення компромісу з поміркованою частиною опозиції, зробило необхідною всередині країни постать безпартійного, проте лояльного відносно до СРСР та НДПА Шарка. На початку 1987 року його було призначено начальником управління у справах репатріантів, яке займалось проблемами біженців від про радянського режиму та громадянської війни, що повертались до країни. У 1987 році Шарк став заступником прем'єр-міністра та головою знову утвореного Державного комітету у справах репатріантів.

### Прем'єр-міністр
26 травня 1988 року Шарка було призначено на пост прем'єр-міністра країни. За умов виведення радянських військ з Афганістану СРСР розраховував на можливість створення про радянського уряду, який би дистанціювався від НДПА. Більше половини міністрів нового кабінету були безпартійними, але їхній політичний вплив був незначним, а ключові пости в уряді зберегли представники НДПА. Більше того, безпартійні міністри (включаючи самого Шарка) тією чи іншою мірою раніше співпрацювали з режимом НДПА. Збройна опозиція відмовилась визнавати легітимність уряду Шарка, а колишні діячі режиму короля Захір-шаха вважали нового прем'єра надто пов'язаним з НДПА.
Після виведення радянських військ з країни уряд Шарка, який продемонстрував свою слабку ефективність, втратив свою необхідність. 21 лютого 1989 Шарк був усунутий з посади голови уряду, а його кабінет пішов у відставку.

### Еміграція
Після усунення режиму НДПА Шарк залишив Афганістан й оселився в еміграції в США. Автор двох книг з новітньої історії Афганістану, в тому числі «Створення і руйнування» (2005).